# Noshaq
Đỉnh Noshaq, còn gọi là Nowshak hay Nōshākh, (tiếng Pashtun: نوشاخ) là đỉnh núi cao nhất ở Afghanistan. Đỉnh núi này có độ cao 7.492 m (24.580 ft). Đây là đỉnh cao thứ hai trong dãy Hindu Kush (sau Tirich Mir) . Đỉnh núi nằm trên biên giới giữa tỉnh Badakhshan ở Afghanistan và quận Chitral tỉnh Khyber Pakhtunkhwa, Pakistan, ở phía tây dãy núi 7.000 mét của thế giới.